# Nowe Polichno
Nowe Polichno (niem. Pollychener Holländer) – wieś w Polsce położona w województwie lubuskim, w powiecie gorzowskim, w gminie Santok.
W latach 1975–1998 miejscowość administracyjnie należała do województwa gorzowskiego.
Dzieli ją 3 km odległość od Starego Polichna. Została założona jako osada olęderska w 1712 (niem. Pollychener Holländer).

## Zabytki
- neoromański kościół św. Izydora z 1882.